# Обюртен, Жан Франсис
Жан Франсис Обюртен (фр. Jean Francis Auburtin; 2 декабря 1866, Париж — 22 мая 1930, Дьеп) — французский художник.

## Биография
Сын парижского архитектора. С 1875 года учился в Эльзасской школе в Париже. Среди его педагогов были А. Жид и П. Луис. Первые уроки живописи получил у Л. Т. Девильи. Позже поступил в Национальную высшую школу изящных искусств в Париже.
Участник парижских Салонов.
В 1893 году отправился в Италию, где познавал искусство Кватроченто. В 1897 году изучал морскую флору и фауну в аквариумах Роскофа и Баниюль-сюр-Мер. Из поездки привёз серию эскизов, которые позволили бы ему в 1898 году создать для Зоологического кабинета в Сорбонне картину, изображающую морское дно.
Осуществил много поездок по Франции, посетил средиземноморские острова Поркероль, Бретань, Корсику, побывал в Пиренеях.
В 1901 году спроектировал картины для зала ресторана «Синий экспресс» Лионского железнодорожного вокзала в Париже. Проект, однако, не был тогда реализован и остался лишь в эскизах.
В 1907 году поселился в Верхней Нормандии в г. Варанжвиль-сюр-Мер, построил дом с мастерской.

## Творчество

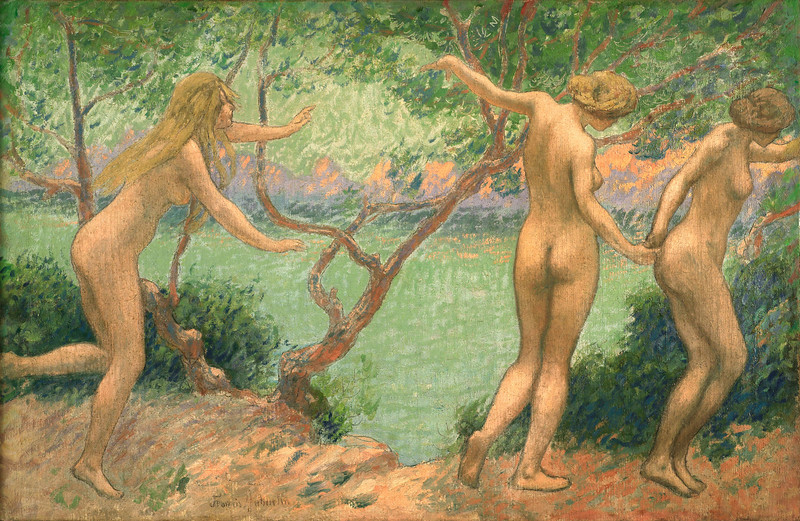
Три грации острова Поркероль

В основном, писал идиллические и символические картины, пейзажи, фигуры танцующих женщин. В 1914 году изобразил американскую актрису и танцовщицу Лой Фуллер, основательницу танца модерн, Айседору Дункан. Структура его картин напоминает фресковую живопись.
Работы Обюртена хранятся во многих музеях Франции (Лувр, Музей Орсе, Сорбонна, музей Национальной высшей школы изящных искусств (Париж), Понт-Авен, музей естественной истории (Марсель), Гавр и др.) и за рубежом. Одна из картин Обюртена, «Пейзаж с соснами в лунную ночь», находится в коллекции Эрмитажа.

## Галерея

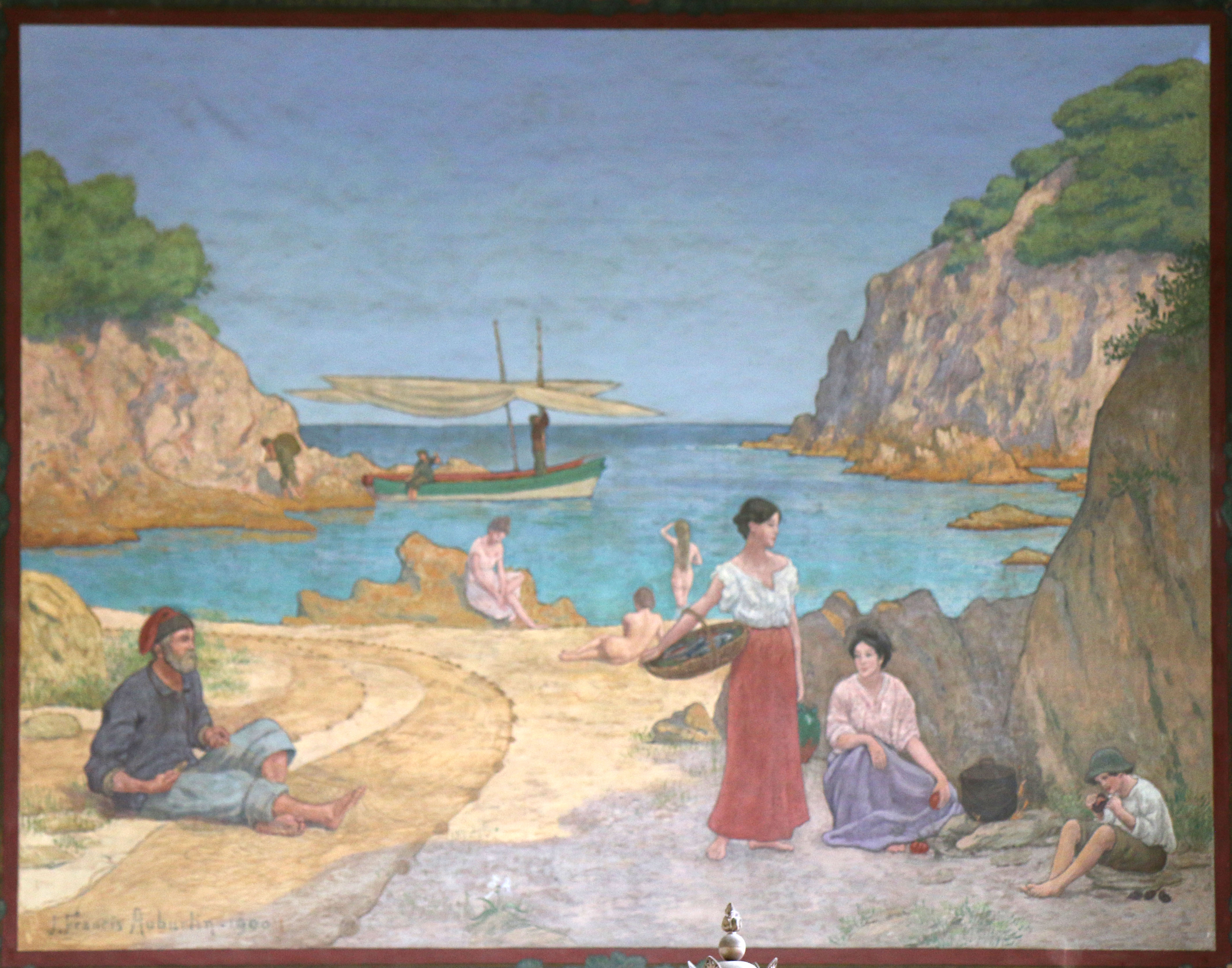
Бухта (каланка) (1900), Музей естественной истории Марселя
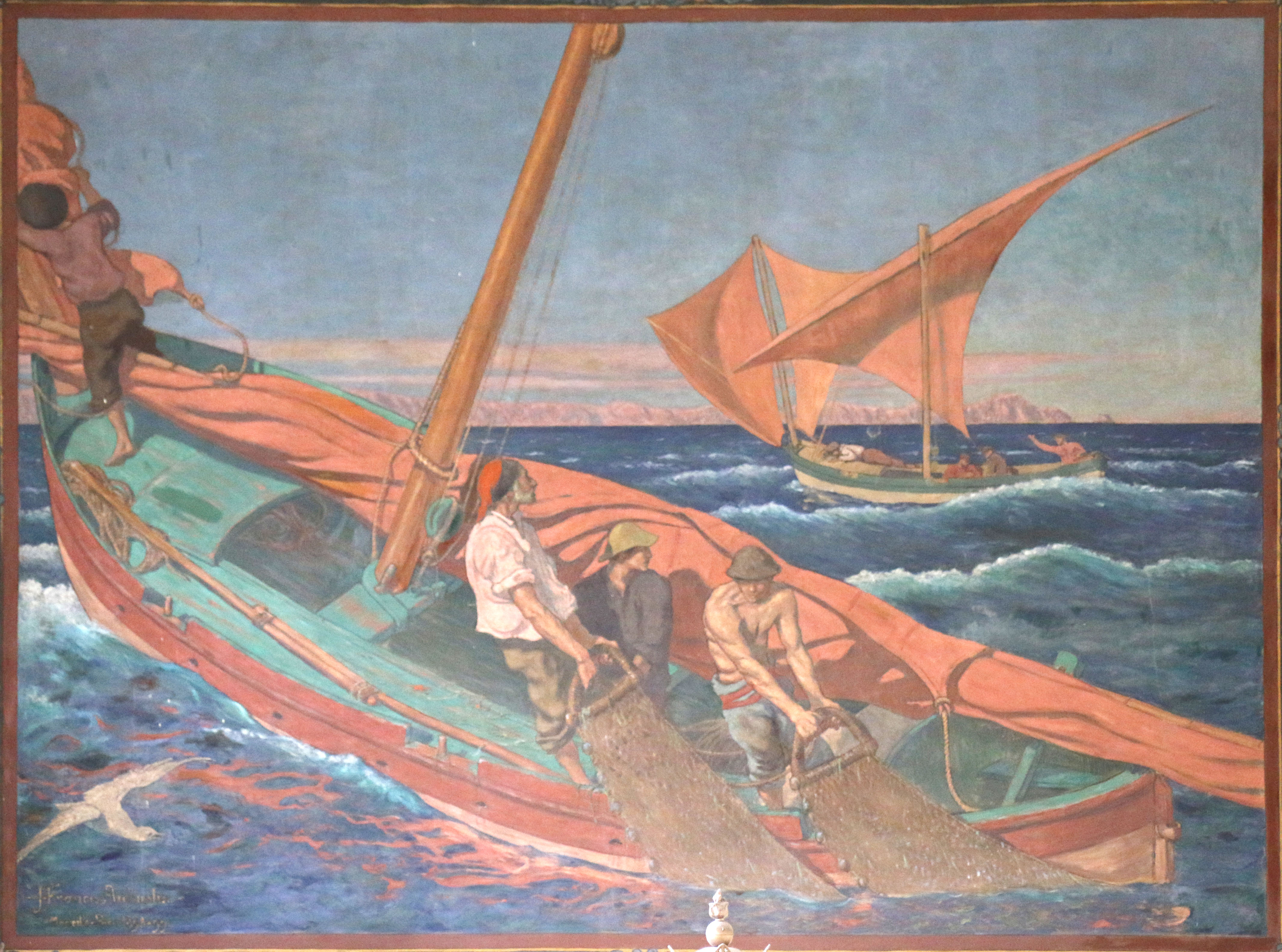
Рыбаки в Марсельском заливе  (1899) Музей естественной истории Марселя
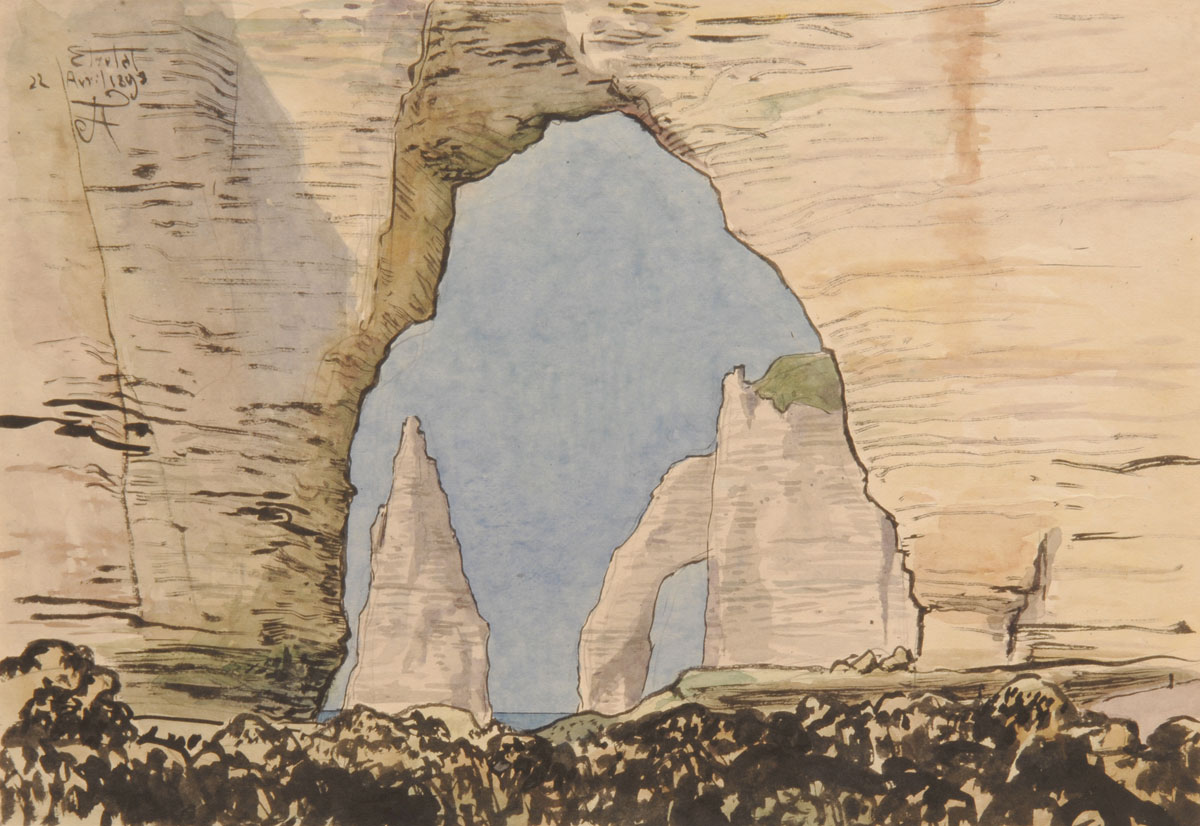
Маннепорт в Этрете (1898) Музей современного искусства Андре-Мальро (Гавр)
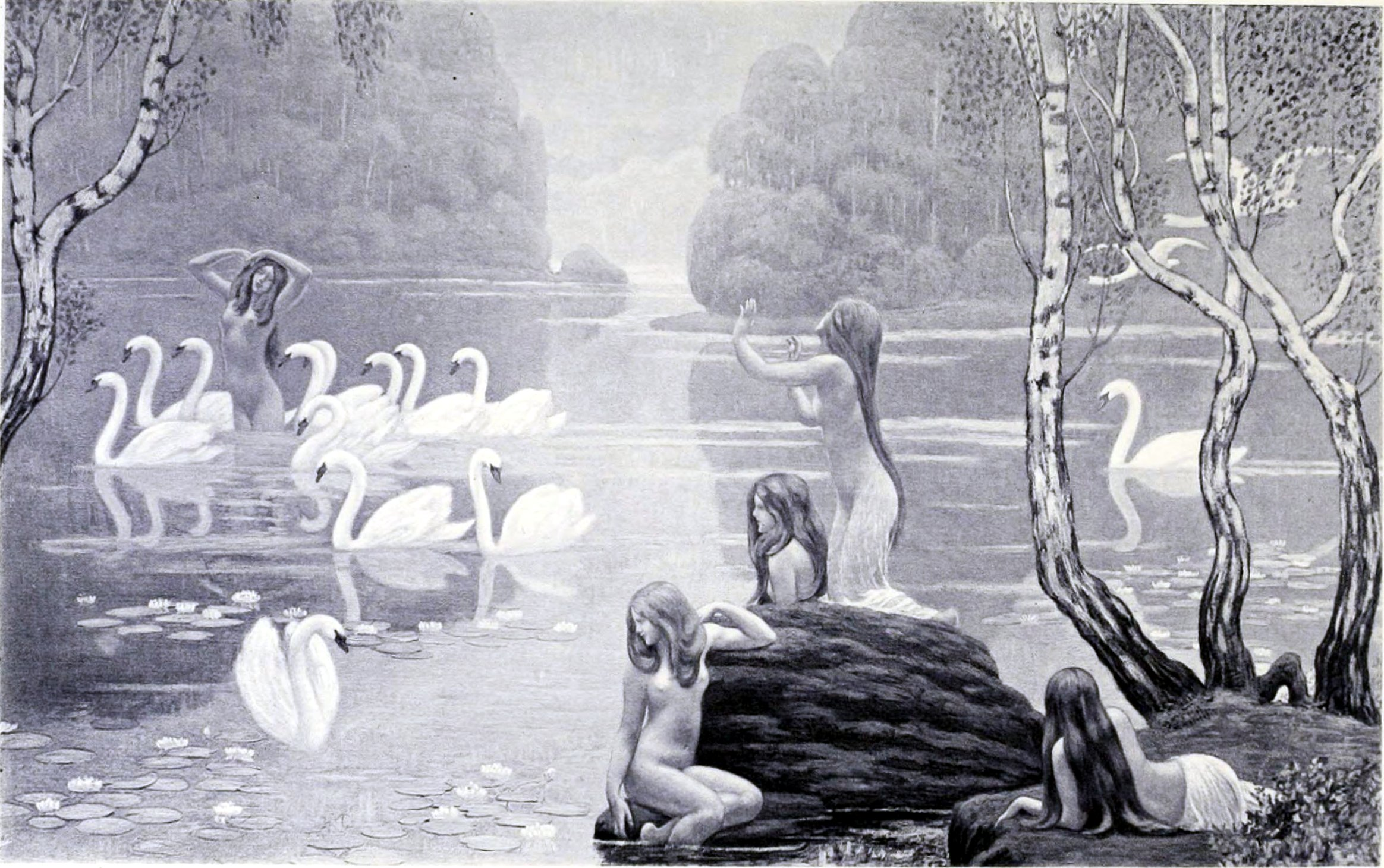
Лебединый рассвет (Салон, 1908)
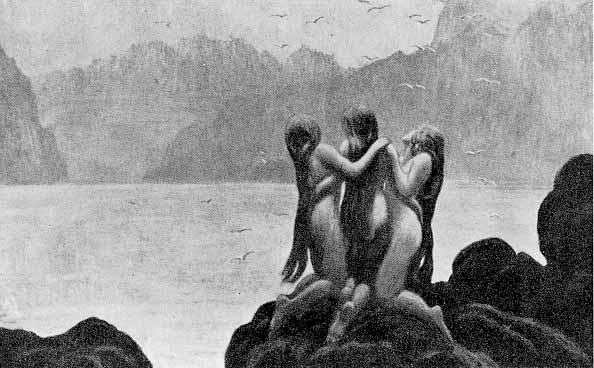
Эхо (Салон, 1911)
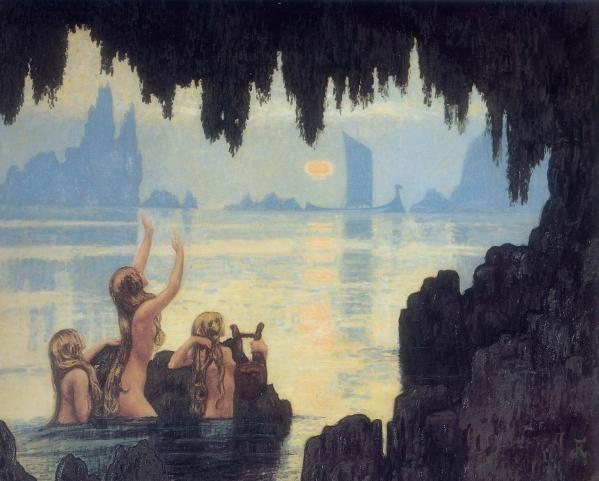
Песни на воде (1912)